# پنینگتون، کامبریا
پنینگتون (به انگلیسی: Pennington) یک روستا و محله مدنی در بریتانیا است که در South Lakeland واقع شده‌است. پنینگتون ۲٬۰۰۸ نفر جمعیت دارد.